# Sanitätshauptdepot Lorch-Rheingau
Das Sanitätshauptdepot Lorch-Rheingau war eine Dienststelle des Zentralen Sanitätsdienstes der deutschen Bundeswehr in Lorch.

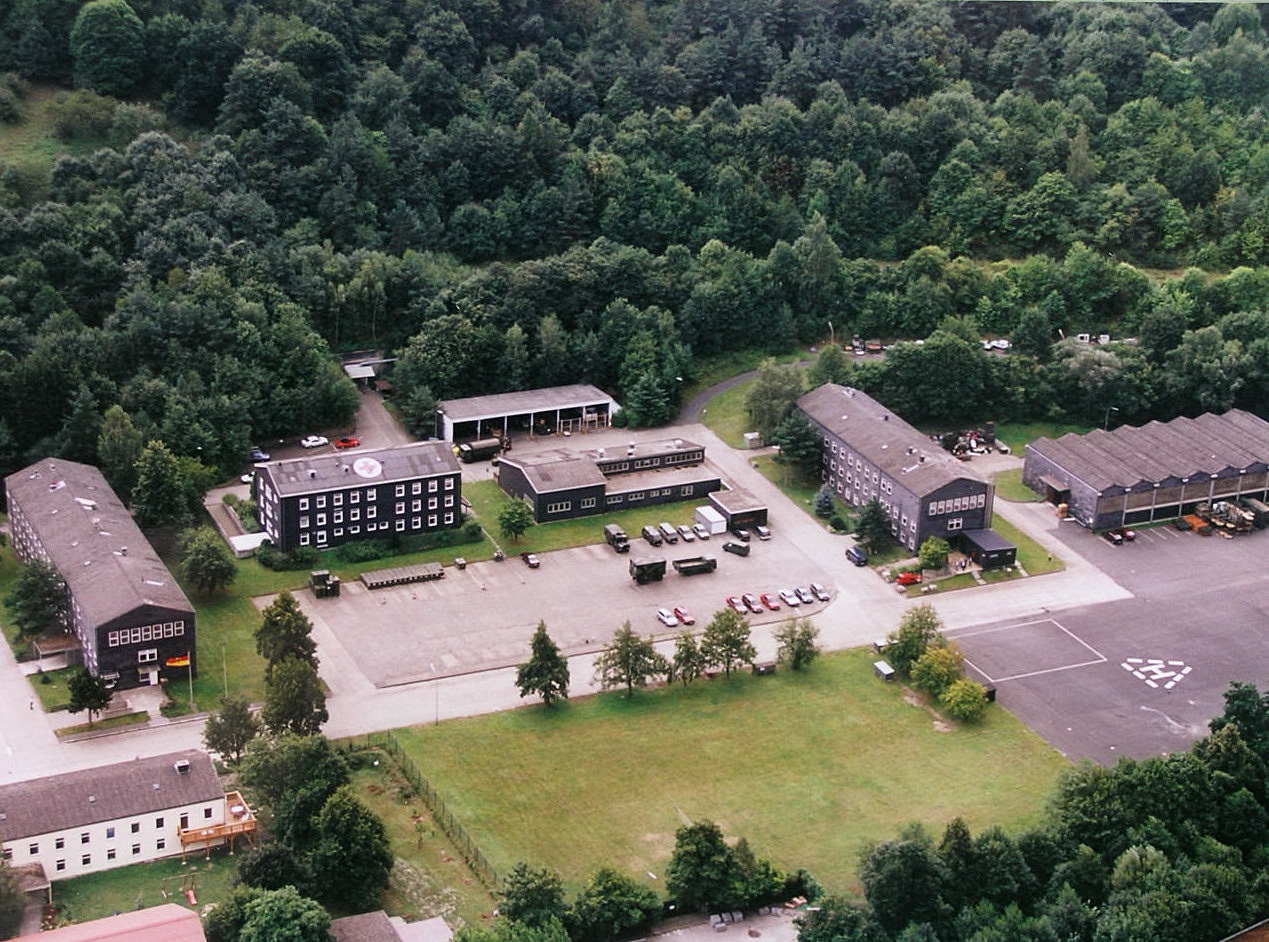
Ehemaliges Sanitätshauptdepot Lorch-Rheingau

## Geschichte
Um die wirtschaftliche Situation der Gemeinde Lorch am Rhein zu verbessern, fanden ab dem Jahr 1957 Gespräche mit der Bundeswehr zur Ansiedlung einer Kaserne statt. Konkret wurden Baugelände für eine Kasernenanlage, Baugelände für Depotanlagen auf und im Ranselberg sowie im Ranseler Wald, Wohnungen für die Bundeswehrbediensteten sowie ein Übungsgelände angeboten. Die Verhandlungen mit der Bundeswehr führten dazu, dass eine Kasernenanlage mit Selbstschutzbunker, ein Übungsplatz mit Schießstand, ein Munitionsbehelfslager, Untertage-Munitionsdepots, ein Heeresmischdepot für Gerät, Verpflegung und Bekleidung, ein Teildepot für Kraftstoffe mit Lkw-Ladestelle sowie ein Sanitätsdepot unter dem Tiefenbacher Hang, gegenüber der Ruine Waldeck errichtet werden sollten. Zudem war an den Bau eines neuen Wohngebietes gedacht. Nachdem der Magistrat bereits die Stationierung der Bundeswehr befürwortet hatte, stimmte der Gemeinderat am 11. Mai 1959 diesem Vorhaben ebenfalls zu. 1960 richtete die Hessischen Staatsbauverwaltung in Lorch eine Bauverwaltung ein, die für Planung und Bau des gesamten Vorhabens verantwortlich zeichnete.
Zu Zeiten des Kalten Krieges sollten Einrichtungen gegen die bis dahin bekannten Angriffswaffen optimal geschützt werden. Statt des Baus des Sanitätsdepots unter dem Tiefenbacher Hang begannen im Jahr 1969 die Planungen für eine Erweiterung der sich noch im Bau befindlichen Luftschutzanlagen Ost und West der Rheingau-Kaserne mit dem Ziel, beide Anlagen zu verbinden und als Untertageanlage für das Sanitätsdepot zu nutzen. 1972 wurde mit dem Bau begonnen. Nach der Auflösung des Sanitätsdepots Wittlich am 1. Juli 1975 wurde das Sanitätsdepot Lorch-Rheingau aufgestellt. Es hatte die Aufgabe, Sanitätsmaterial für den Sanitätsdienst der Bundeswehr zu lagern, zu warten, zu pflegen, auszuliefern und zurückzunehmen. Am 1. Oktober 1975 wurden die ersten Stollen bereits genutzt. Die offizielle Übernahme der Stollenanlage, als erstes Untertage-Sanitätsdepot der BRD, war im Mai 1976.
Die Untertageanlage hatte große Vorteile gegenüber einem herkömmlichen Depot. Neben dem optimalen Schutz vor Luftschlägen trug die natürliche Erdwärme dazu bei, dass Arzneimittel sowie Medizinprodukte, mit geringem Energiebedarf bei 20C° und optimaler Luftfeuchte dauerhaft gelagert werden konnten. Selbst der Bauunterhalt war wesentlich günstiger, da weder Dächer noch Außenfassaden zu unterhalten waren. Dagegen waren die Baukosten extrem hoch gewesen. Das Ein- und Auslagern von Material war wegen der langen, schmalen Zufahrtswege wesentlich aufwendiger. Die Fläche der Untertageanlage betrug circa 13.000 m², davon reine Lagerfläche circa 6.000 m². Die restliche Fläche bestand aus Verkehrswegen, Bürobauten und technischen Einrichtungen. Die Stollen des Depots ergeben eine Gesamtlänge von ca. 2,3 Kilometern. Bis 1979 entstanden im ca. 7 Hektar umfassenden Außenbereich noch ein Verwaltungs- und ein Werkstattgebäude sowie eine Umschlaghalle. Es bestanden außerdem zwei externe Außenlager (SanMatALgr) in Brandoberndorf und in Germersheim.
Im Zuge der gewaltigen Umstrukturierungen der Bundeswehr nach der Wiedervereinigung wurde am 1. April 1994 aus dem Sanitätsdepot ein Sanitätshauptdepot. Bereits im Jahr 1991 war die Auflösung des in Lorch stationierten Flugabwehrregiment 5 beschlossen worden. Dadurch war es möglich, für die erweiterte Aufgabenstellung zwei Unterkunftsgebäude sowie die Sporthalle der 1993 frei gewordenen Rheingau-Kaserne zu übernehmen. In die ehemalige Sporthalle wurde die Humanitär- und Ausstattungshilfe von dem Sanitätsdepot Euskirchen verlagert. Ebenso wurden die beiden Außenlager geschlossen dafür bekam man im Gerätehauptdepot in Gemmerich einen neuen externen Lagerbereich. Im Jahr 1995 waren die Baumaßnahmen zur Abtrennung des Sanitätshauptdepots (SanHDp) von der ehemaligen Kaserne, dem jetzigen Gewerbepark Wispertal, abgeschlossen. Am 30. September 2000 wurde das 25-jährige Bestehen mit einem Tag der offenen Tür gefeiert, der Besucheransturm war enorm.
Im Juni 2003 wurde in der Lorcher Liegenschaft eine Sanitätsmaterial-Kompanie (3./LazRgt 21) aufgestellt. Sie gehörte zum Lazarettregiment 21. Doch bereits im November desselben Jahres wurde die Auflösung des gesamten Bundeswehrstandortes Lorch bekannt gegeben. Betroffen war neben dem SanHDp Lorch-Rheingau, dessen Schließung am 31. Dezember 2007 bevorstand auch das Gerätehauptdepot Lorch-Wipertal mit dem Schließungstermin 31. Dezember 2008. Die zwei Jahre zuvor aufgestellte San-Kompanie wurde schon 2005 nach Pfungstadt verlegt. Am 5. November 2005 feierte man, trotz des gesetzten Schließungstermins, bei gedrückter Stimmung das 30-jährige Bestehen in kleinem Rahmen. Ende 2005 schöpften die Beschäftigten nach dem Regierungswechsel in Berlin neue Hoffnung. Denn der neu ernannte Verteidigungsminister hieß Franz Josef Jung (CDU) und stammt aus dem Rheingau. Er hatte noch im Jahr 2004 an der Seite der Beschäftigten sowie der Bevölkerung für den Erhalt der Depots im strukturschwachen Lorch gekämpft. Doch die Erwartungen an einen Fortbestand der Depots erfüllten sich nicht. Der neue Verteidigungsminister hielt an der Schließung der Anlagen fest.
Zur Unterstützung des Sanitätsdepots waren zwischen den Jahren 1989 und 1994 der Depotumschlagzug Sanitätsdepot Lorch-Rheingau sowie der Depot-Wach- und Sicherungszug Sanitätsdepot Lorch-Rheingau als Geräteeinheiten hier stationiert. Dem Depot diente außerdem die Standortfernmeldeanlage 415/403.

### Auftrag
Der Auftrag des Sanitätshauptdepots Lorch umfasste zuletzt folgende Punkte (Stand 2000):
- Versorgung der Bundeswehr mit Sanitätsmaterial d. h. mit Arzneimitteln und Medizinprodukten wie Verbandsmittel, zahnärztliches und chirurgisches Material, medizinisches Gerät  z. B. Narkose-, EKG-  und Röntgengeräte oder auch Krankenmöbel, Krankentragen usw.
- Überprüfung von zurückgeliefertem Sanitätsmaterial aus der Truppe
- Gewährleistung der Arzneimittelsicherheit durch Sichtprüfung und Laboruntersuchung
- Technische Wartung, Kontrolle und  Prüfung an eingelagertem Sanitätsgerät
- Ständige Bereithaltung von Notfallsätzen  für  Brand-Katastrophen für 70 Brandverletzte
- Ständige Bereithaltung eines Notfallsatzes für Katastropheneinsätze
- Wartung und Pflege des Depoteignen Fuhrparks
- Überwachung und Aktualisierung der sich im Depot befindlichen voll mit Sanitätsmaterial ausgestatteten Fahrzeuge für NATO und UN-Einsätze
- Bearbeitung und Bereitstellung von Sanitätsmaterial aus den Beständen der Bundeswehr für humanitäre Hilfsleistungen in die ganze Welt
- Betreuung von Besucherdelegationen aus aller Welt, die an Humanitärer- oder Ausstattungshilfe interessiert sind

### Kommandanten
- 01.10.1975 – 30.06.1980 Oberstabsapotheker Wolfgang Krämer
- 01.07.1980 – 31.12.1992 Flottillenapotheker Bernhard Maaß
- 01.01.1993 – 31.10.1995 Oberstabsapotheker Rolf Zink
- 01.11.1995 – 30.06.1997 Oberstabsapotheker Stefan Almeling
- 01.07.1997 – 19.04.2000 Oberstabsapotheker Dr. Oliver Onusseit
- 20.04.2000 – 18.12.2001 Oberstabsapotheker Sonja Hengge
- 19.12.2002 – 26.03.2004 Oberstabsapotheker Barbara Feld
- 27.03.2004 – 09.12.2004 Stabsapotheker Ansgar Nicolai
- 10.12.2004 – 31.12.2007 Oberstabsapotheker Martina Krüger-Haberkamp

## Auflösung und Privatisierung
Am 1. Juli 2007 begann die Auflösungsphase und wurde planmäßig zum 31. Dezember 2007 abgeschlossen. Die Abwicklungsdienststelle war das Bundeswehrmaterialdepot Darmstadt. Die endgültige Abschaltung der Betriebstechnik erfolgte erst am 31. August 2009. Bis zu diesem Zeitpunkt war der Technikbetrieb weiterhin notwendig, da die Gebäudeleit- und Telekommunikationstechnik untrennbar mit der des Gerätehauptdepot Lorch-Wispertal verflochten war. Nachdem zum 31. Dezember 2008 auch dessen Auflösung abgeschlossen war, wurden systematisch alle Gefahrstoffe wie Heizöl, Öle, Kältemittel, Blei- und Nickel-Cadmium Batterien fachgerecht aus allen Lorcher Bundeswehrliegenschaften entsorgt und die entsprechenden technischen Anlagen endgültig stillgelegt. Der bis zu diesem Zeitpunkt noch bestehende technische Betriebsdienst der Außenstelle Lorch des Bundeswehrdienstleistungszentrums Mainz, wurde ebenfalls am 31. August 2009 geschlossen und die letzten zivilen technischen Mitarbeiter am 1. September 2009 an neue Arbeitsplätze versetzt.
In den Folgejahren übernahm die Bundesanstalt für Immobilienaufgaben die Liegenschaft und bemühte sich um eine Veräußerung der Anlagen. Dies gestaltete sich jedoch schwierig. Obwohl die Flächen und baulichen Anlagen europaweit angeboten wurden, gelang es lediglich die Außenflächen des Sanitätshauptdepots an eine Spedition und ein Weingut zu verkaufen. Im Zuge der Flüchtlingskrise baute der Fuhrunternehmer die Gebäude zu einer Asyl-Sammelunterkunft um, die der Rheingau-Taunus-Kreis angemietet hat und bis heute betreibt.
Aufgrund der Probleme, die Untertageanlage zu vermarkten, wurde ein Rückbau in Gestalt der Verfüllung mit Bau- und Straßenabbruchmaterial in Erwägung gezogen, wurde aber nach Prüfung vorerst ausgeschlossen. Der Rückbau bezieht sich nur auf die Deinstallation der verbauten technischen Einrichtung. Im November 2019 wurden in den vier Eingangsstollen die technische Deckeninstallation (Kabelpritschen, Lampen, Leitungen, Lüftungskanäle usw.) durch eine Fachfirma zurückgebaut und entsorgt. Die Untertageanlage befand sich bis noch bis zum Frühjahr 2021 im Besitz der Bundeswehr und wurde dann ebenfalls von der Bundesanstalt für Immobilienaufgaben übernommen.

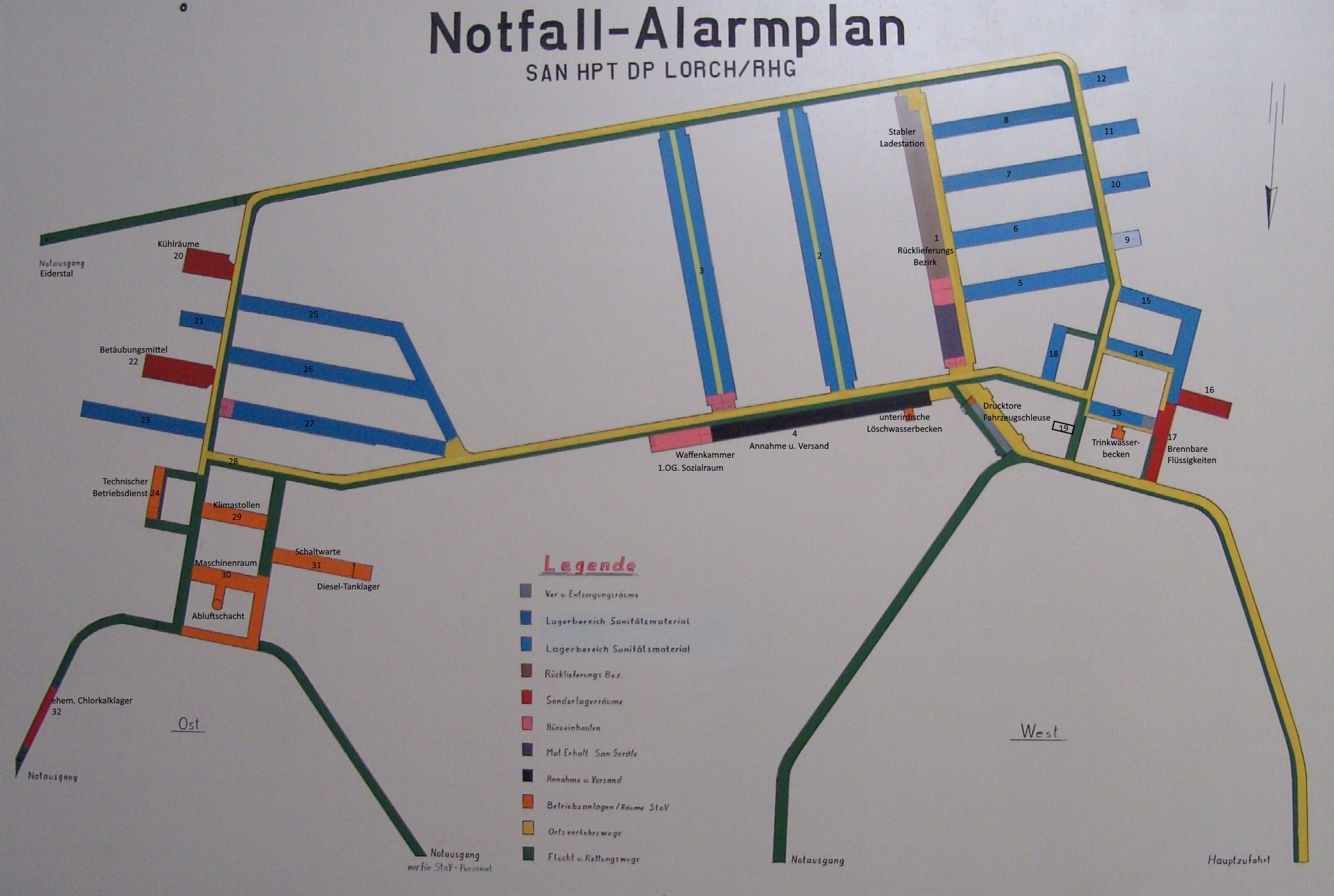
Plan der Untertageanlage
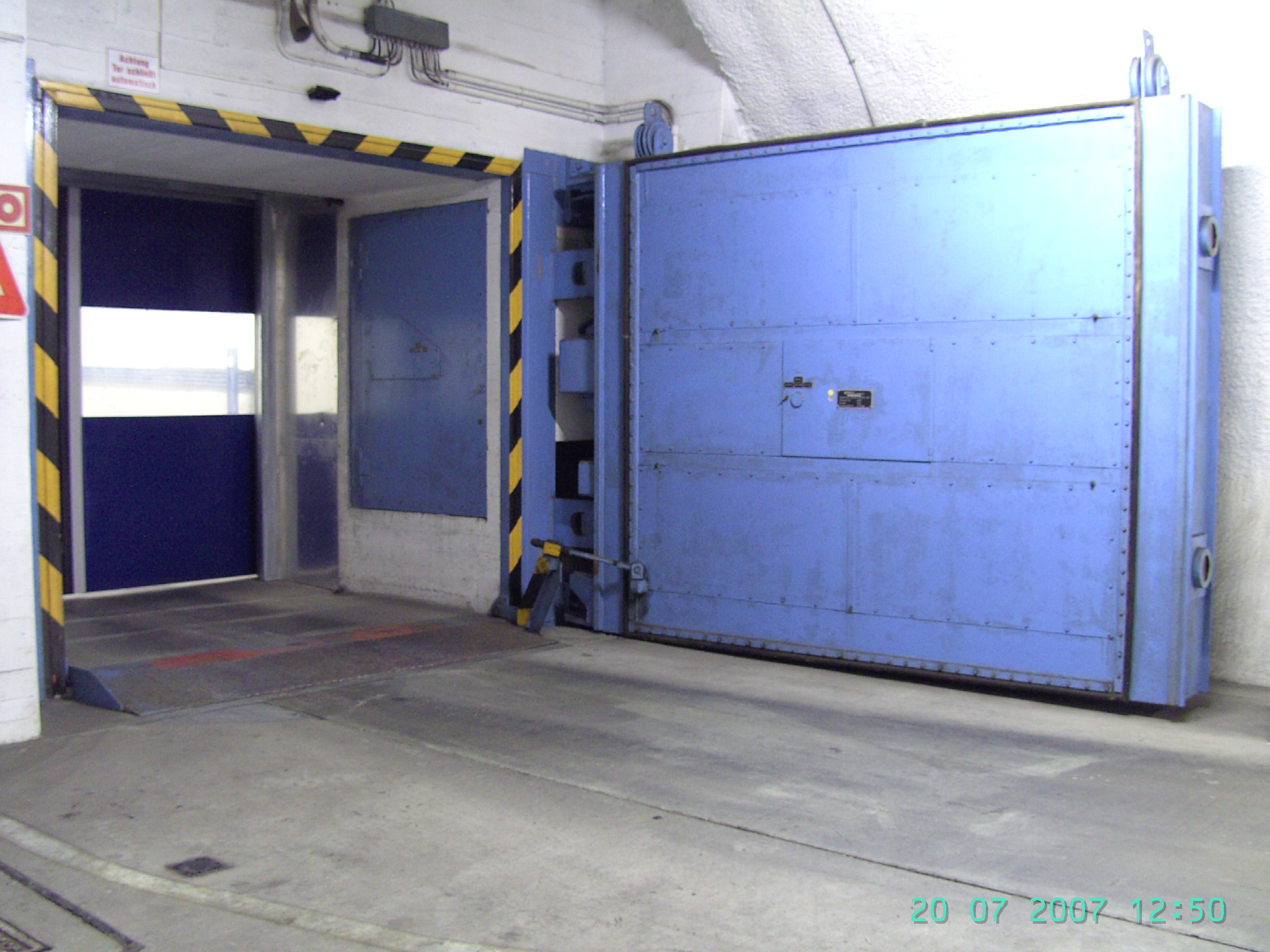
Äußeres Drucktor der Fahrzeugschleuse in der Hauptzufahrt des Stollensystems
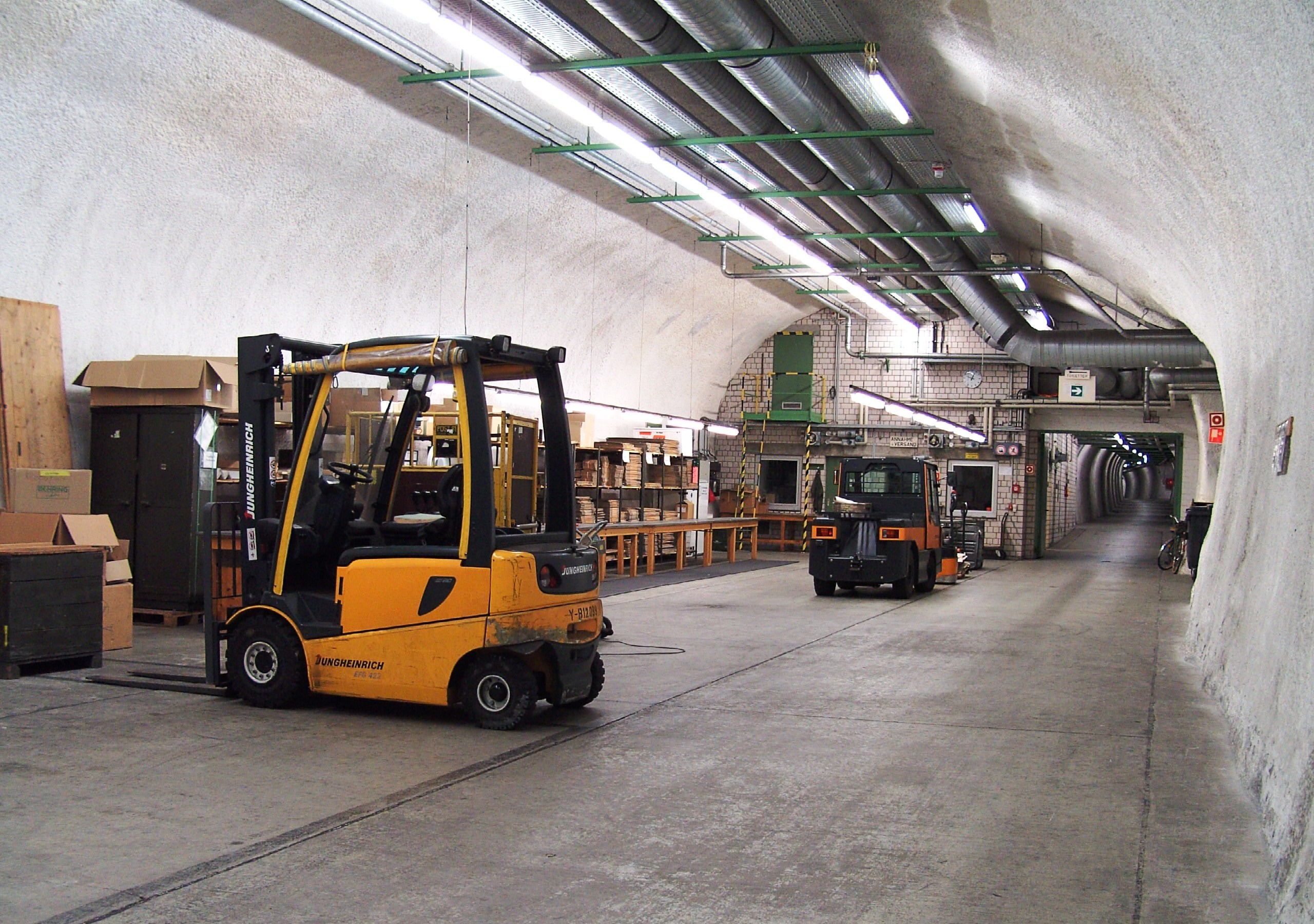
Stollen 4 / „Annahme und Versand“
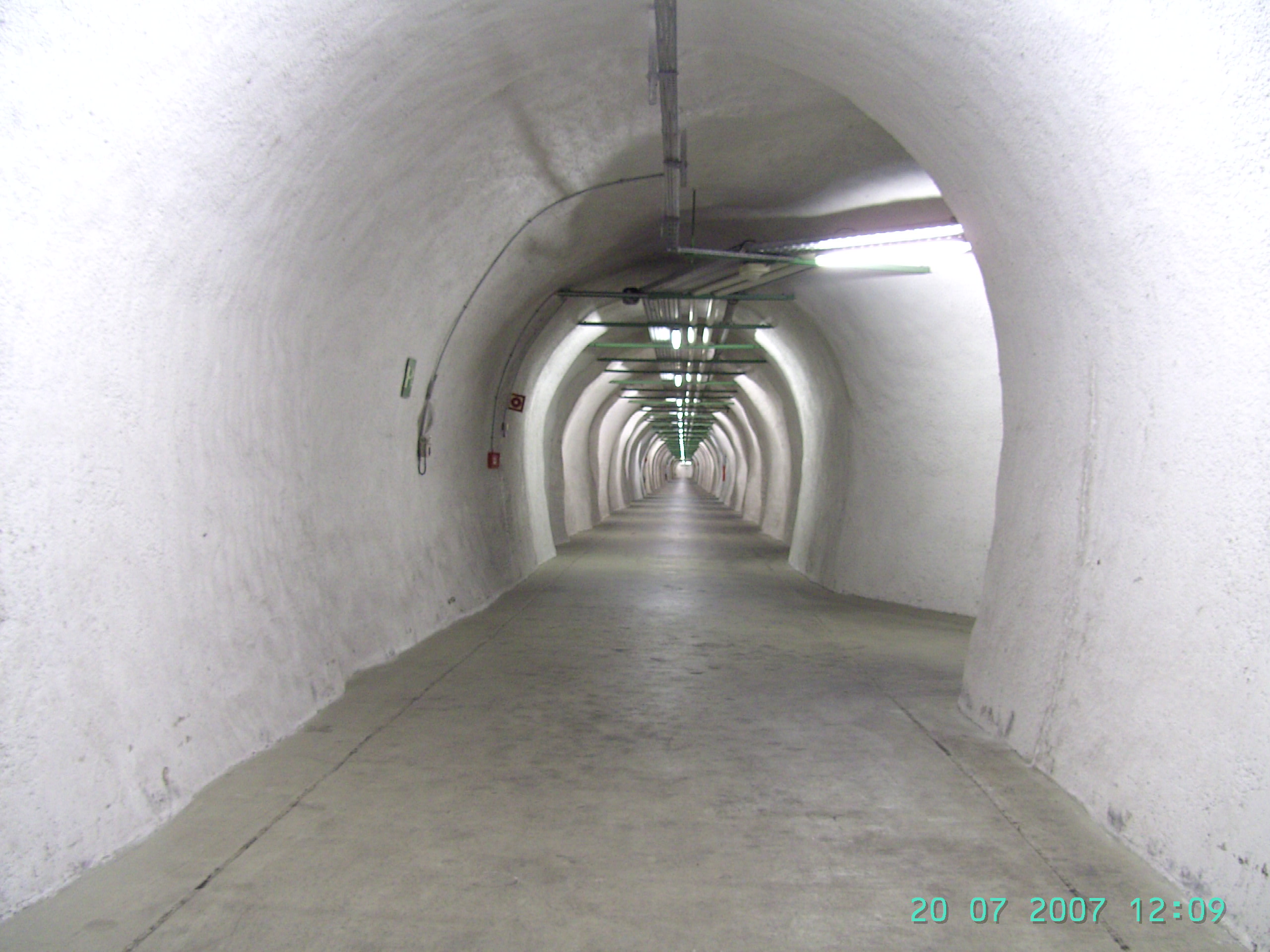
Verkehrswege – Stollen „Langer Gang“
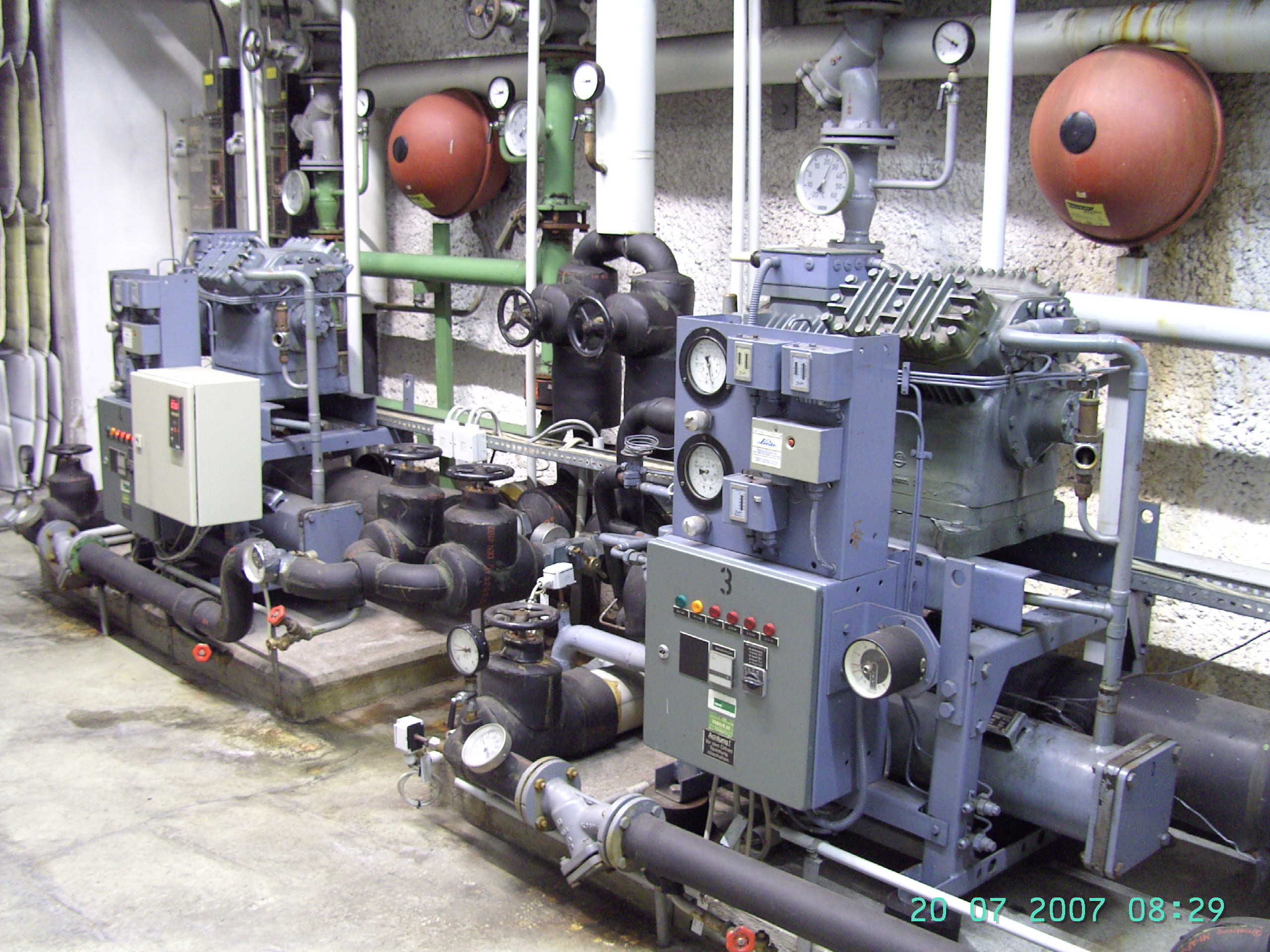
Stollen 29 / Vier dieser Kältemaschinen dienten zum Entfeuchten der Untertageanlage während des Sommers.
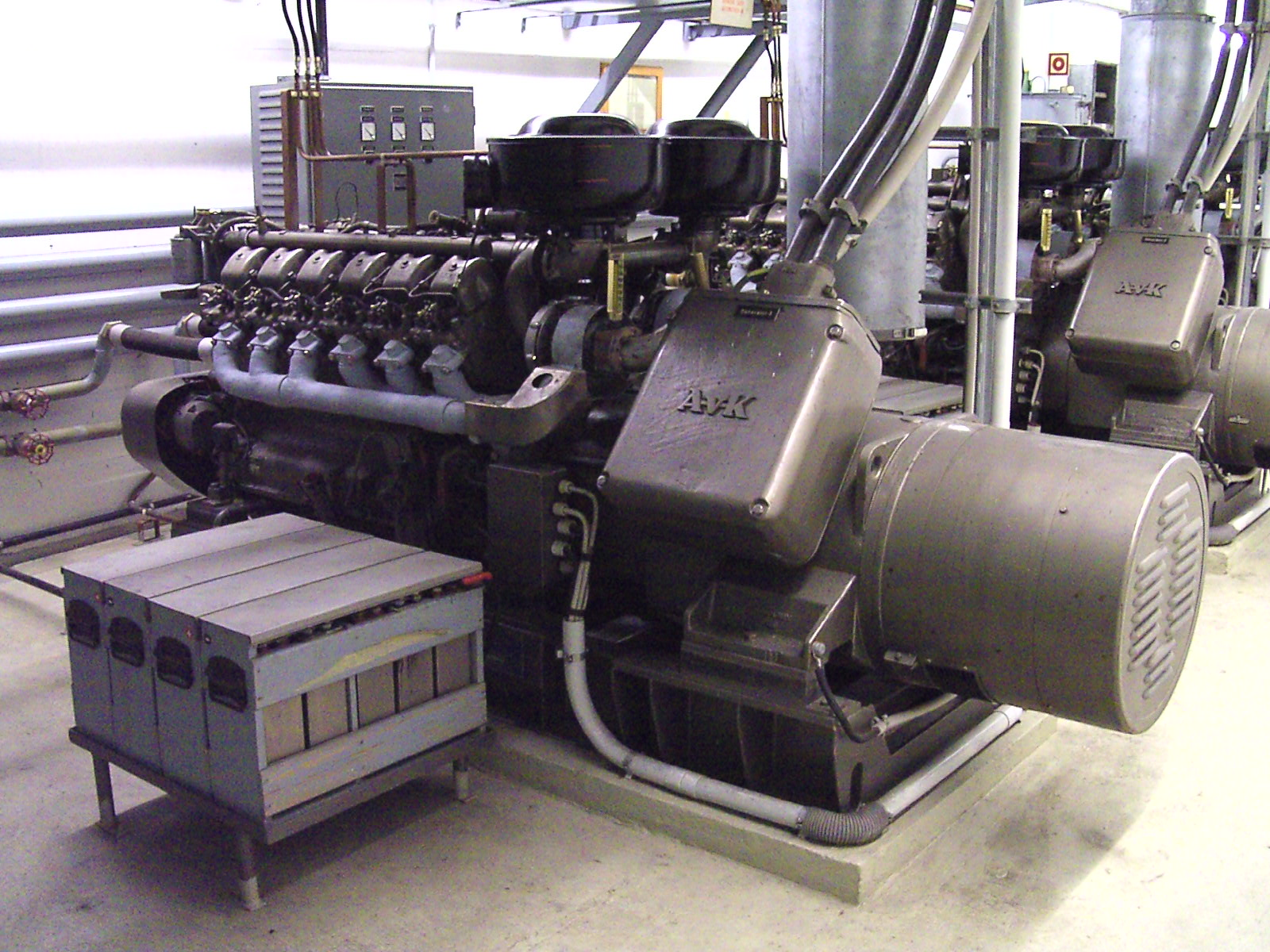
Stollen 30 / Netzersatzanlage bestehend aus drei baugleichen Dieselaggregaten der Firma MAN.
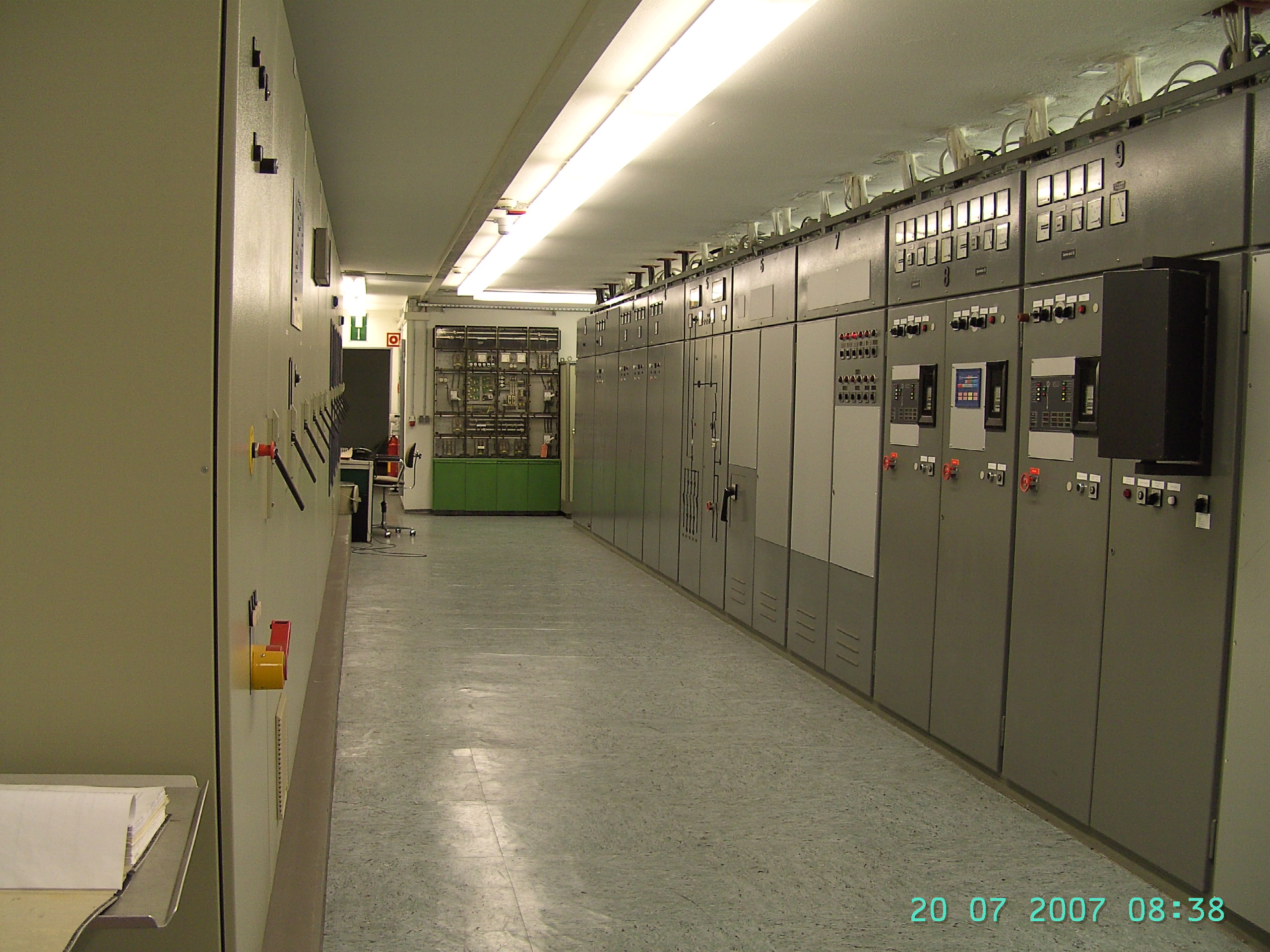
Stollen 31 / Schaltwarte
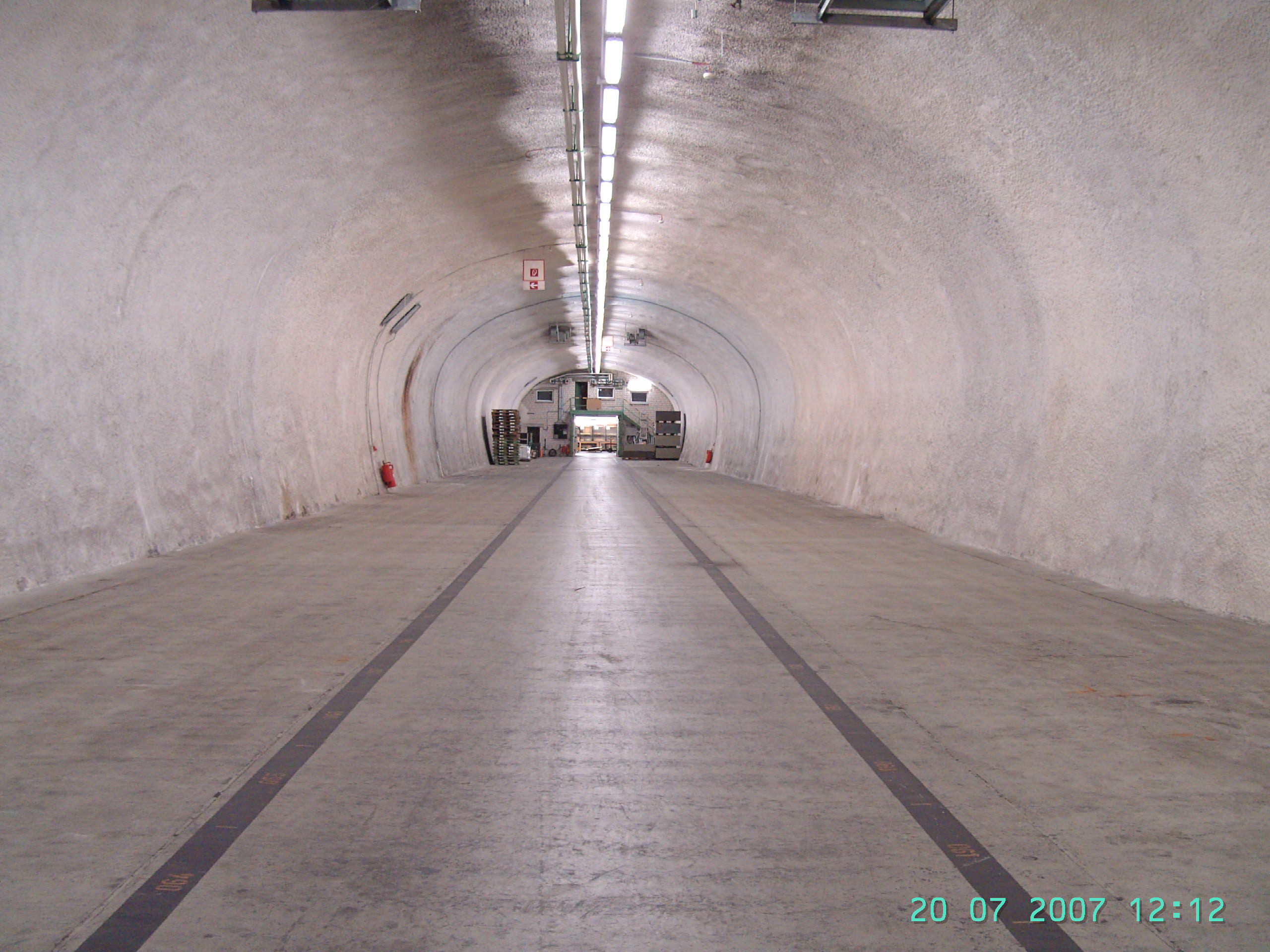
Stollen 3 / Eine der vier größten Lagerkammern unter Tage